# Tomer Chemed
Tomer Chemed, Tomer Hemed hebr. תומר חמד (ur. 2 maja 1987 w Hajfie) – izraelski piłkarz posiadający także obywatelstwo polskie. Obecnie gra w Brighton & Hove Albion.

## Kariera klubowa
Piłkarską karierę rozpoczął w klubie Maccabi Hajfa. W swojej karierze był wypożyczany do: Maccabi Herclijja, Bnei Yehudy Tel Awiw i Maccabi Ahi Nazaret.
18 czerwca 2011 roku podpisał kontrakt z RCD Mallorca.

## Kariera reprezentacyjna
Wielokrotnie powoływany był do młodzieżowych reprezentacji swojego kraju. W reprezentacji Izraela zadebiutował w meczu eliminacyjnym przeciwko Łotwie.

### Bramki w reprezentacji
| #   | Data                 | Gdzie                                             | Przeciwnik | Bramka | Rezultat | Rozgrywki          |
| --- | -------------------- | ------------------------------------------------- | ---------- | ------ | -------- | ------------------ |
| 1.  | 6 września 2011      | Zagrzeb, Chorwacja                                | Chorwacja  | 0:1    | 3:1      | towarzyski         |
| 2.  | 29 lutego 2012       | Petach Tikwa, Izrael                              | Ukraina    | 2:1    | 3:2      | towarzyski         |
| 3.  | 15 sierpnia 2012     | Stadion im. Ferenca Puskása, Budapeszt, Węgry     | Węgry      | 1:1    | 1:1      | towarzyski         |
| 4.  | 12 października 2012 | Stade Josy Barthel, Luksemburg                    | Luksemburg | 0:3    | 0:6      | Eliminacje MŚ 2014 |
| 5.  | 12 października 2012 | Stade Josy Barthel, Luksemburg                    | Luksemburg | 0:5    | 0:6      | Eliminacje MŚ 2014 |
| 6.  | 12 października 2012 | Stade Josy Barthel, Luksemburg                    | Luksemburg | 0:6    | 0:6      | Eliminacje MŚ 2014 |
| 7.  | 16 października 2012 | Stadion Ramat Gan, Ramat Gan, Izrael              | Luksemburg | 1–0    | 3:0      | Eliminacje MŚ 2014 |
| 8.  | 16 października 2012 | Stadion Ramat Gan, Ramat Gan, Izrael              | Luksemburg | 3:0    | 3:0      | Eliminacje MŚ 2014 |
| 9.  | 22 marca 2013        | HaMakhtesh Stadium, Ramat Gan, Izrael             | Portugalia | 1:1    | 3:3      | Eliminacje MŚ 2014 |
| 10. | 13 października 2014 | Estadi Comunal d'Andorra la Vella, Andora, Andora | Andora     | 4:1    | 4:1      | Eliminacje ME 2016 |